# Acide 4-acétamidobenzoïque
L'acide 4-acétamidobenzoïque, appelé aussi acédobène est un composé organique de formule C9H9NO3. C'est le dérivé acétylé de l'acide para-aminobenzoïque (PABA).
L'acédobène est un composé de certaines préparations pharmaceutiques, comme l'inosine pranobex.